# Harkov
Harkov (în Ха́рків ►  pronunție ► , Harkiv) este al doilea oraș ca mărime din Ucraina. Este centrul administrativ al regiunii (oblastului) Harkov, ca și al raionului Harkov. Orașul este localizat în nord-estul țarii, la 50°0′16.11″N 36°13′53.21″E. În 2006, avea o populație de 1.461.300 de locuitori.
Harkovul este unul dintre cele mai importante centre industriale, culturale și de învățământ din Ucraina. Producția industrială și cercetarea științifică este orientată spre producția de mașini unelte și de armament. Sunt mai multe sute de companii industriale în oraș. Printre cele mai importante, cunoscute și peste granița, se numără: Secția de proiectare Morozov și Fabrica Malișev (fabrica de tancuri), Hartron (componente pentru industria aerospațială și electronică) și Turboatom (producător de turbine frecvent turbine cu abur). 
Orașul s-a făcut cunoscut prin cea mai mare piața publică din Europa și a treia din lume – Piața Libertății.

## Așezarea geografică
Harkovul este așezat la confluența râurilor Harkov, Lopan și Udi, care se varsă mai apoi în Doneț. 

## Repere istorice

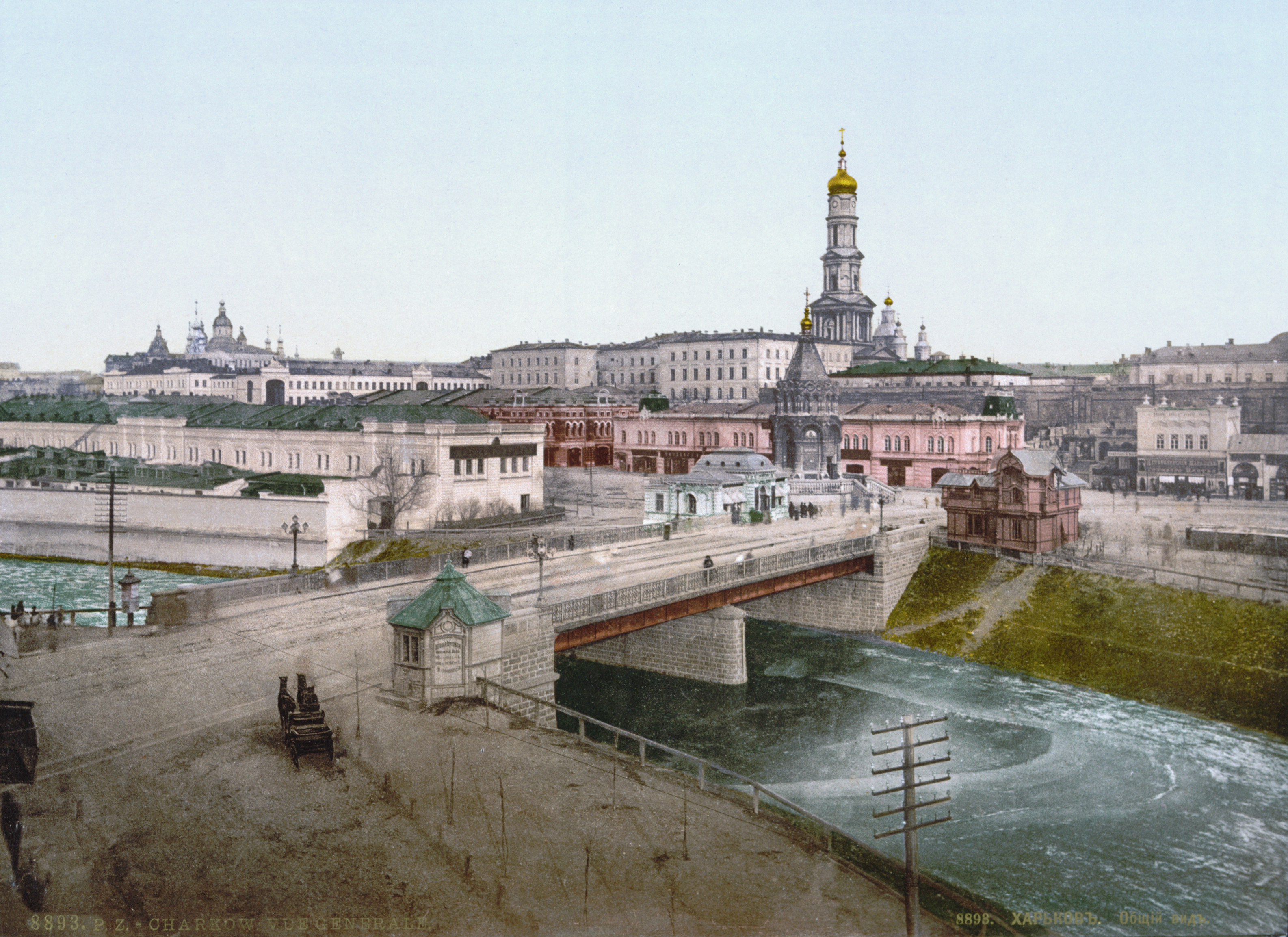
Vedere din Harkov, sfârșitul secolului al XIX-lea.

Descoperirile arheologice din zonă demonstrează că pe vatra actualului Harkov populațiile locale au existat fără întrerupere încă din mileniul al II-lea î.Hr. Astfel de descoperiri au fost datate ca fiind din epoca bronzului, dar și mai recente, de pe vremea sciților și sarmaților. Există dovezi bogate ale așa-numitei culturi Cerniakov, care a înflorit în zonă între secolele al II-lea și al VI-lea. 
Orașul a fost fondat pe la mijlocul secolului al XVII-lea. În 1805, în oraș a fost înființată Universitatea din Harkov. În primii ani de existență ai Uniunii Sovietice, Harkovul a fost capitala RSS Ucrainiene (1917 – 1934). 
La începutul deceniului al patrulea al secolului trecut, foametea din Ucraina, (Holodomor) a alungat numeroși locuitori din zonele rurale, aducându-i în orașe, inclusiv în Harkov, în speranța găsirii alimentelor. Unii dintre acești cetățeni au murit, fiind îngropați în secret în cimitirele orașului. De-a lungul lunilor aprilie și mai 1940, aproximativ 3.800 de prizonieri polonezi din lagărul Starobelsk au fost uciși în sediul NKVD-ului din oraș, iar mai apoi au fost îngropați în pădurea Piatihatki, aceste crime făcând parte din acțiunea mai vastă cunoscută în zilele noastre ca Masacrul de la Katyn. 
În timpul celui de-al Doilea Război Mondial, Harkovul a fost teatrul mai multor bătălii. Orașul a fost cucerit, pierdut, recucerit de armatele naziste în mai multe rânduri, pentru a fi în final eliberat de Armata Roșie pe 23 august 1943. Aproximativ trei sferturi dintre clădirile orașului au fost distruse în timpul războiului, iar mulți dintre locuitorii săi au fost uciși în timpul luptelor. 
- Prima bătălie de la Harkov
- A doua bătălie de la Harkov
- A treia bătălie de la Harkov
- A patra bătălie de la Harkov

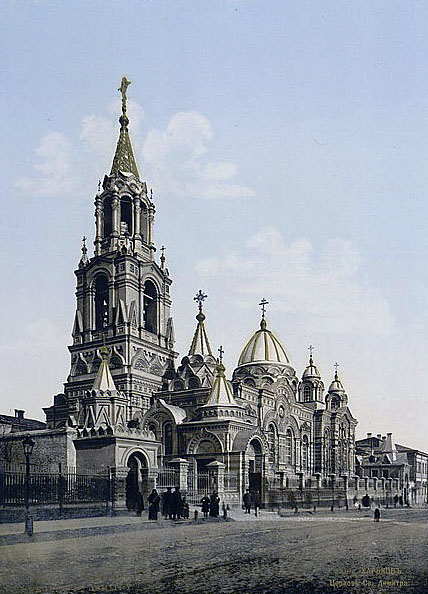
Catedrala Sfântul Dumitru din Harkov.

Înainte de ocuparea de către germani a orașului, Fabrica Malișev a fost evacuată în Urali, unde a devenit centrul de producție de tancuri al Armatei Roșii. În Urali, uzina a produs legendarul tanc T-34, proiectat în perioada interbelică în Harkov. Uzina de tancuri s-a reîntors în oraș după război, continuând producția unora dintre cele mai bune tancuri din lume.
În timpul Euromaidanului, în februarie 2014, susținătorii acestuia au arborat drapelul Uniunii Europene pe catargul pentru steag al Consiliului Local din Harkov. Protestatarii rusofoni din oraș l-au înlocuit cu steagul Rusiei.

## Subdiviziuni administrative

Împărțirea administrativă a orașului Harkov.

Harkovul este împărțit în nouă raioane:
1. Holodnohirski (ucraineană Холодногі́рський)
2. Șevcenkivski (ucraineană Шевче́нківський)
3. Kîivski (ucraineană Ки́ївський)
4. Moskovski (ucraineană Моско́вський)
5. Nemîșlianski (ucraineană Неми́шлянський)
6. Industrialni (ucraineană Індустріа́льний)
7. Slobidski (ucraineană Слобі́дський)
8. Osnovianski (ucraineană Основ'янський)
9. Novobavarski (ucraineană Новобава́рський)

## Puncte de reper și atracții turistice
Printre atracțiile turistice ale orașului se află: clădirea Gosprom, Complexul Memorial, Piața Libertății, monumentul lui Taras Șevcenko, Catedrala Uspenski, Muzeul Miliției, Catedrala Pokriv, Parcul T. Șevcenko, funicularul din Harkov, calea ferată cu ecartament mic pentru copii și altele.

## Transporturile

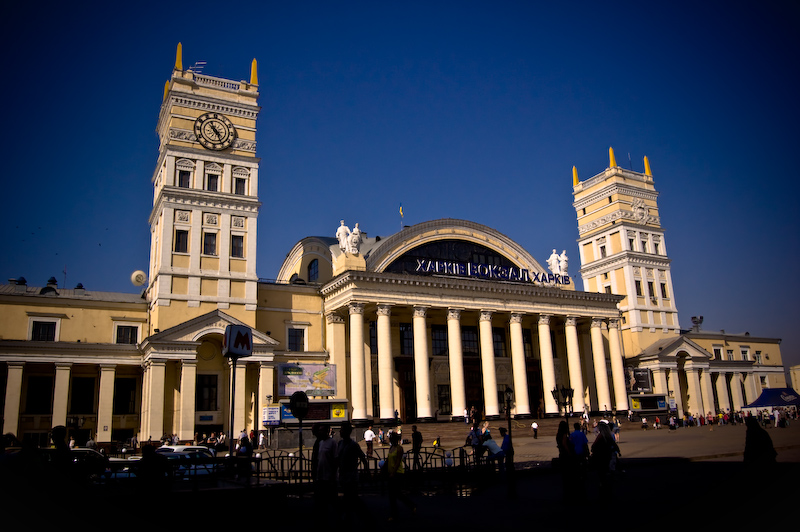
Gara din Harkov

Orașul Harkov este unul dintre cele mai mari noduri de transport ale Ucrainei, pe aici trecând numeroase căi ferate, șosele, linii aeriene către orașele țării sau ale lumii. Transportul în comun orășenesc este asigurat de numeroase linii de autobuze, troleibuze, taxiuri, maxitaxiuri (marșrutka) și de metroul cu 3 linii având 38,7 km si 30 de stații. Anual, autobuzele orășenești transportă aproximativ 12 milioane de călători. 

#### Transportul feroviar
Prima cale ferată care deservea orașul Harkov a fost dată în folosință în 1869. Primul tren a sosit în oraș pe 22 mai 1869, iar pe 6 iunie s-a deschis linia de transport feroviar Kursk – Harkov – Azov. Gara orașului a fost reconstruită și mărită în 1901, dar a fost distrusă în cel de-al doilea război mondial. O nouă clădire a gării a fost construită în 1952. Orașul este deservit de toate tipurile de trenuri: de cursă lungă, accelerate, rapide sau locale (electricika). Din Harkov sunt legături directe cu majoritatea orașelor din Ucraina, precum și cu Moscova, Sankt Petersburg, Vladivostok, Berlin, Sofia.

#### Transportul aerian
Harkovul este deservit de Aeroportul Internațional Osnova. Aeroportul, de dimensiuni mici, este situat la sud de oraș. Principala companie aeriană care operează pe acest aeroport este Harkiv Airlines, asigurând legături cu șapte țări ale lumii.

## Personalități născute aici
- Serghei Bortkievici⁠(d) (1877 - 1952), compozitor, pianist ruso-austriac;
- Nikolai Barabașov⁠(d) (1894 - 1971), astronom rus;
- Pavel Batitski (1910 - 1984), mareșal al URSS;
- Tamara Alioșina-Alexandrova (1928 - 1996), mezzosoprană;
- Victor Kovarski (1929 - 2000), fizician evreu din Republica Moldova;
- Liudmila Gurcenko (1935 - 2011), actriță, cântăreață;
- Serghei A. Gredescul (1942 - 2023), fizician sovietic;
- Vladimir Drinfeld (n. 1954), matematician american;
- Inna Bohoslovska⁠(d) (n. 1960), om politic;
- Alexandr Bannicov (n. 1962), om politic moldovean;
- Dmîtro Kariucenko (n. 1980), scrimer ucrainean;
- Maksîm Hvorost (n. 1982), scrimer ucrainean.

## Localități înfrățite
- Ankara, Turcia (2013)[3]
- Bologna, Italia (1966)[3]
- Brno, Cehia (2005)[3][4]
- Cetinje, Muntenegru (2011)[5]
- Cincinnati, Statele Unite (1989)[3][6][7]
- Daugavpils, Latvia (2006)[3][8]
- Daejeon, Coreei de Sud (2013)[3]
- Gaziantep, Turcia (2011)[9]
- Genova, Italia (2012)[3]
- Jinan, RP China (2004)[3]
- Kaunas, Lituania (2001)[3][10]
- Kutaisi, Georgia (2005)[3][11]
- Lille, Franța (1978)[3][12]
- Maribor, Slovenia (2012) [3]
- Nürnberg, Germania (1990)[3][13]
- Porto, Portugalia (2011) [3]
- Poznań, Polonia (1998)[3][14][15][16]
- Rișon Le-Țion, Israel (2008)[3]
- Tbilisi, Georgia (2012)[3]
- Tianjin, RP China (1993)[3]
- Tirana, Albania (2017)[3]
- Trnava, Slovacia (2013)[3]
- Turku, Finlanda (2022)[3]
- Varna, Bulgaria (1995)[3][17][18]
- Częstochowa, Polonia (2016)[19]
- Poznań, Polonia (1998)[3]